# Ebenezer Scrooge
Ebenezer Scrooge is de hoofdpersoon uit de roman A Christmas Carol uit 1843 van Charles Dickens.
Scrooge is een synoniem geworden voor "vrek" en "misantroop", met name voor Engelstaligen. Anderzijds staat Scrooge voor de mogelijkheid van tot inkeer komen.
De inspiratie voor de naam van Dickens personage komt van een grafsteen van een zekere Ebenezer Lennox Scroggie waarop zijn beroep stond: "meal man" (graanhandelaar). Dickens las dit als "mean man".
Er zijn literatuurcritici die aannemen dat Scrooge gebaseerd is op de demograaf Thomas Malthus. Die introduceerde het begrip "surplus population", wat Scrooge ook gebruikt.

## Trivia
- Dagobert Duck (Scrooge McDuck), een Disney-creatie van de Amerikaanse tekenaar Carl Barks heeft zijn naam ontleend aan Ebenezer Scrooge.

- MusicBrainz: fff2a99a-13fd-418e-a3df-acd7407c8f35